# Pteronotus paraguanensis
Pteronotus paraguanensis — вид рукокрилих родини Mormoopidae. 

## Поширення
Країни поширення: Венесуела (півострів Парагуана). Все населення знайдені тільки в трьох печерах. Вид використовує щільні ксерофітні чагарникові ліси. 

## Загрози та охорона
Експлуатація печер і вандалізм є серйозною проблемою.